# Frankie – Liebe, Laster, Rock ’n’ Roll
Frankie – Liebe, Laster, Rock ’n’ Roll ist eine fünfteilige deutsche Jugendserie aus dem Jahr 1995. Frankie war die vorletzte der Weihnachtsserien des ZDF, die seit 1979 jährlich ausgestrahlt wurden. Die fünf einstündigen Episoden (darunter eine Doppelfolge) liefen am Vorabend zwischen dem 26. und 30. Dezember 1995. Das ZDF wiederholte die Serie im April/Mai 1996 in zwölf halbstündigen Episoden. Zuletzt wurde die Serie im Juli/August 2002 im KI.KA wiederholt.

## Handlung
Der 17-jährige Frankie Köhler spielt Gitarre und will Rockstar werden. Ganz wie sein Großvater Abbi, der immer noch mit seiner Band, den Thunderbirds, auftritt. Frankies Vater, der Zahnarzt Johannes, ist natürlich dagegen, und Frankies Mutter Karen gelingt es nicht immer zu vermitteln. Als Abbi bei einem Auftritt stirbt und der Vater dessen Gitarre verkauft, zieht Frankie frustriert aus. Seine Freundin Isabelle Ringel, der Klavierspieler Big Ed und Willie, der Besitzer eines Tonstudios, helfen Frankie, seinen Traum zu verwirklichen. Isabelles Ex-Freund, der Bandleader Jochen, versucht Frankies Karriere zu sabotieren. Doch schließlich schafft Frankie es. Mit seiner Band tritt er im Vorprogramm der Scorpions auf der Berliner Waldbühne auf.

## Musik und Soundtrack
Die Musik schrieb Harold Faltermeyer. Neben den Scorpions traten Die Prinzen und Peter Maffay in der Serie auf und spielten sich selbst.
Der Soundtrack der Serie wurde 1995 auf CD veröffentlicht. Es erschien das Album „Frankie“ sowie „Heart & Soul“ und „True Love“ als Maxi-CDs.
| Nr. | Titel                     | Interpret                             | Länge |
| --- | ------------------------- | ------------------------------------- | ----- |
| 01  | Heart & Soul              | Frankie                               | 5:48  |
| 02  | Father Is That Enough?    | Gotthard                              | 3:59  |
| 03  | Roll Me                   | Bernie Marsden                        | 4:08  |
| 04  | Rock You Like A Hurricane | Scorpions                             | 4:10  |
| 05  | True Love                 | Frankie                               | 4:03  |
| 06  | Gregor's Blues            | Harold Faltermeyer feat. Wesley Plass | 3:12  |
| 07  | Check Me Out              | Bernie Marsden                        | 4:04  |
| 08  | Desire In Me              | GinaTixs                              | 4:07  |
| 09  | Christine                 | Frankie                               | 3:31  |
| 10  | Abbi Dies                 | Harold Faltermeyer                    | 2:30  |
| 11  | Nothing Is The Same       | Bernie Marsden                        | 4:16  |
| 12  | Nobody                    | Fanman                                | 3:46  |
| 13  | Heaven Is In My Hands     | GinaTixs                              | 4:10  |
| 14  | I Want Your Love          | GinaTixs                              | 3:37  |
| 15  | Let It Out                | Frankie                               | 3:45  |
| 16  | Was soll ich ihr schenken | Die Prinzen                           | 2:45  |